# Le sorprese del divorzio (film 1968)
Le sorprese del divorzio (Imam dvije mame i dva tate) è un film del 1968, diretto da Kresimir Golik (Krešo Golik).

## Trama
Dopo aver divorziato, due ex hanno dato vita a una sorta di famiglia allargata: Zoran, il figlio adolescente, vive con il padre e la sua nuova consorte, una bella ragazza giovane che è da poco diventata mamma pure lei; il figlio minore, Duro, vive invece con la madre e il suo nuovo marito, un flautista, papà del piccolo Drasko. I due ragazzi, la domenica, si scambiano la famiglia: Zoran va a pranzo dalla madre, Duro si reca invece dal padre. I legami tra i due gruppi familiari si fanno sempre più intricati e inestricabili...

## Produzione
Il film fu prodotto dalla Filmska Radna Zajednica (FRZ) e dalla Jadran Film. Venne girato a Zagabria.

## Critica
Nel 1999, un gruppo di critici cinematografici croati lo ha definito come uno dei migliori film croati mai prodotti.

## Riconoscimenti
- 1968 - Festival del cinema Jugoslavo di Pola
  - Arena d'oro per la miglior attrice
  - Arena d'oro per la miglior fotografia[3].